# گروه اطلس
گروه اطلس (انگلیسی: Atlas Group) شرکت خوشه‌ای پاکستانی است، که در سال ۱۹۶۲ تأسیس شد.